# Cimetière de Pasing
Le cimetière de Pasing (Friedhof Pasing) est un cimetière d'Allemagne ouvert en 1903 dans la commune de Pasing sur un terrain rectangulaire. Aujourd'hui il se trouve dans une zone résidentielle, délimité par la Lampertstraße au nord, le Haidelweg à l'ouest, la Blumenauer Straße à l'est. Le village de Pasing est intégré en 1938 à la commune de Munich, et le cimetière est donc administré par la capitale bavaroise. D'une superficie de 7,4, le cimetière compte environ 6 500 sépultures.

## Salle funéraire
Le service municipal de la santé et de l'environnement (département: sépultures municipales) a reçu une mention honorable pour la rénovation de la salle funéraire du cimetière de Pasing pour le prix de la façade de la capitale de l'État de Bavière Munich 2006. Dans le cadre de la rénovation, les piliers de grès ronds et les ouvertures sonores du clocher ont été rénovées et certaines parties du toit ont été renouvelées. Les fenêtres, portes et portails ont été partiellement rénovés et révisés et la façade historique en plâtre, rénovée.

## Personnalités inhumées

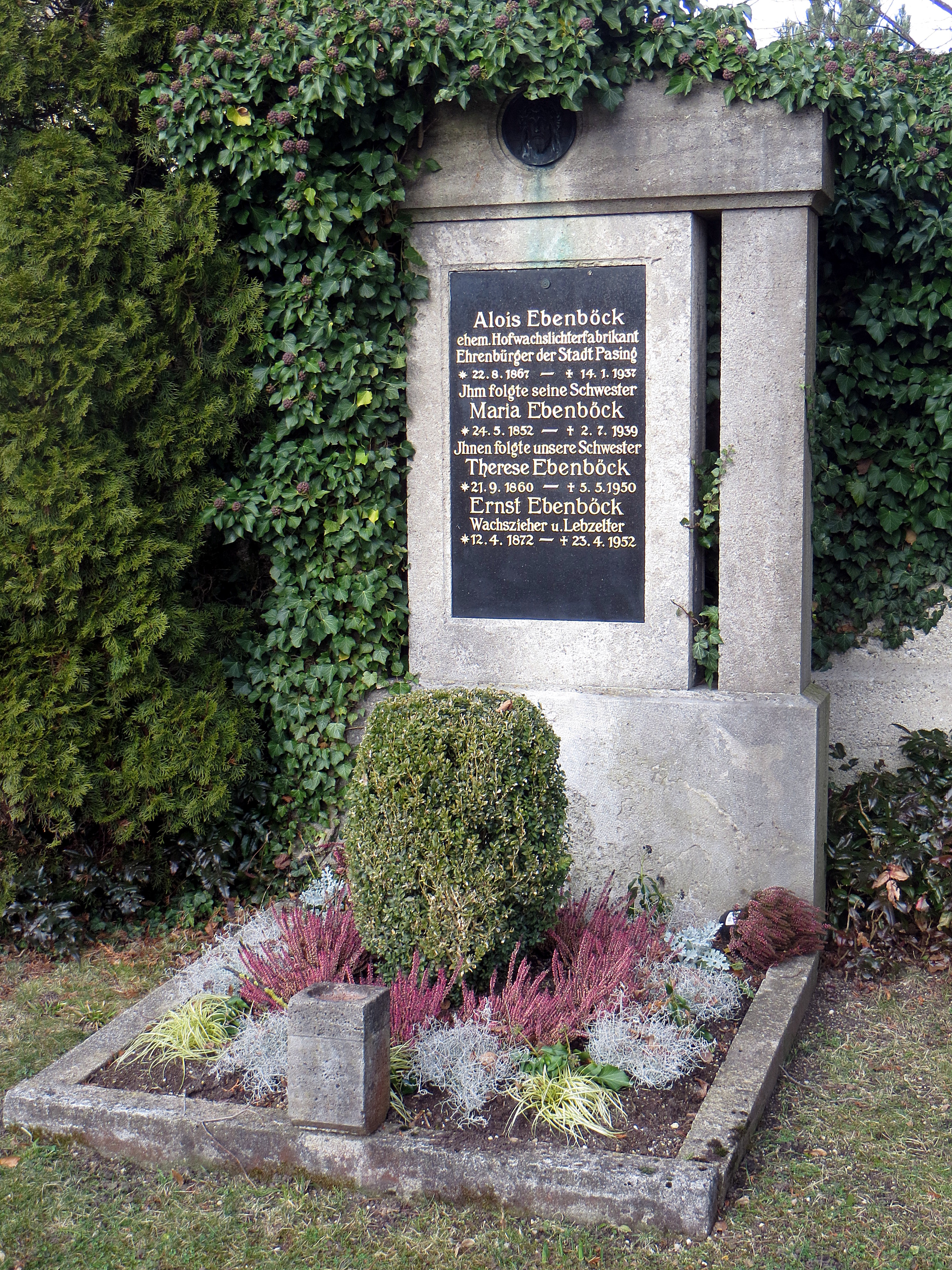
Tombe d'Alois Ebenböck.

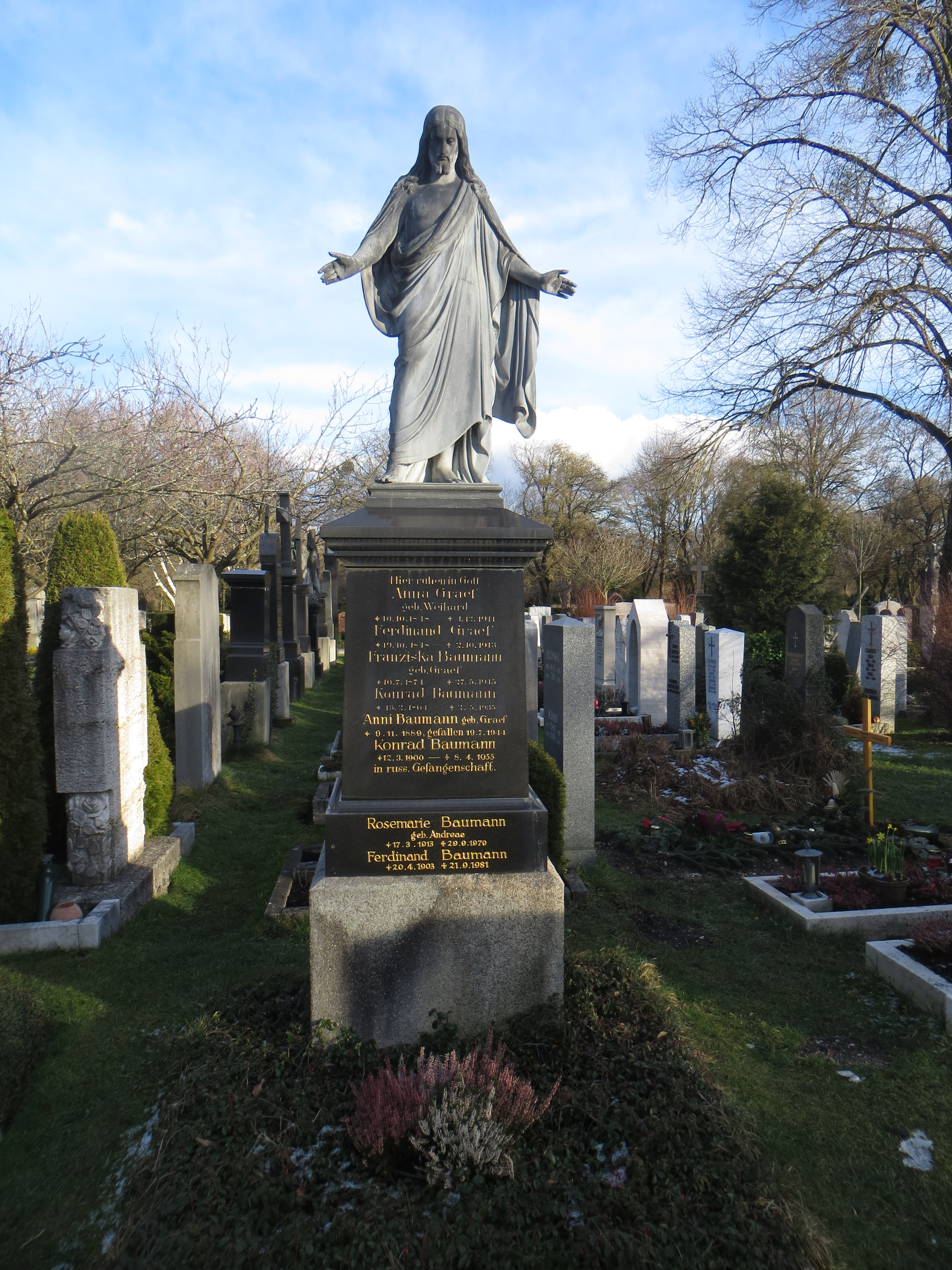
Tombe Graef-Baumann (Ferdinand Graef 1848-1913, confiseur).

- Anna Croissant-Rust (1860–1943), femme de lettres
- Alois Ebenböck (1867–1937), entrepreneur (extracteur de cire), citoyen d'honneur de Pasing, tombe murale N-6/7
- Karl Hromadnik (1857–1918), directeur d'usine (usine à papier), citoyen d'honneur de Pasing, tombe W-36/39
- Elmar Messerschmitt (1920–1992), inventeur et neveu du constructeur aérien Willy Messerschmitt, tombe 25-A-8
- Hubert Netzer (1865–1939), sculpteur et professeur
- Hans Osel (1907–1996), sculpteur
- Heinrich Osel (1863–1919), politicien bavarois
- Martin et Valentin Ott (1883–1957 ; 1886–1973), architectes
- Hans Rheinfelder (1898–1971), romaniste
- Carl von Scapinelli (1876–1959), écrivain et dramaturge, tombe M-W-49
- Josef Schormüller (1903–1974), chimiste, division 1.